# Julie Gonzalo
Julie Gonzalo er en argentinsk skuespillerinde, der portrætterer Andrea Rojas / Acrata i 2015 tv-dramaet "Supergirl", og optrådte også i forskellige tv-film.